# Fosterella
Fosterella es un género de plantas con flores perteneciente a la familia  (Bromeliaceae), subfamilia Pitcairnioideae. Comprende 36 especies descritas y de estas, solo 26 aceptadas. Se distribuyen por México y N. Mesoamérica y  en NO. Argentina, Bolivia, Paraguay y Perú.

## Descripción
Son plantas de hábitos terrestres. Hojas arrosetadas, inermes. Escapo alargado, terminal. Inflorescencia compuesta. Flores bisexuales, pediceladas; sépalos libres; pétalos libres, sin apéndices; estambres más cortos que los pétalos, los filamentos libres o basalmente adnatos a los pétalos, las anteras sin apéndices; ovario súpero. Fruto una cápsula; semillas con apéndices.  

## Taxonomía
El género fue descrito por Lyman Bradford Smith y publicado en Phytologia 7: 171. 1960. La especie tipo es: Fosterella micrantha
Etimología
Fosterella: nombre genérico que fue otorgado en honor de Mulford Bateman Foster (1888-1978) horticultor y recolector norteamericano.

## Especies aceptadas
A continuación se brinda un listado de las especies del género Fosterella aceptadas hasta octubre de 2013, ordenadas alfabéticamente. Para cada una se indica el nombre binomial seguido del autor, abreviado según las convenciones y usos.
| - Fosterella albicans (Grisebach) L.B. Smith - Fosterella aletroides (L.B. Smith) L.B. Smith - Fosterella caulescens Rauh - Fosterella chaparensis Ibisch, R. Vásquez & E. Gross - Fosterella chiquitana Ibisch, R. Vásquez & E. Gross - Fosterella cotacajensis Kessler, Ibisch & E. Gross - Fosterella elata H. Luther - Fosterella floridensis Ibisch, R. Vásquez & E. Gross - Fosterella fuentesii Ibisch, R. Vásquez & E. Gross - Fosterella gracilis (Rusby) L.B. Smith - Fosterella graminea (L.B. Smith) L.B. Smith - Fosterella hatschbachii L.B. Smith & R.W. Read - Fosterella heterophylla Rauh - Fosterella latifolia Ibisch, R. Vásquez & E. Gross - Fosterella micrantha (Lindley) L.B. Smith - Fosterella nowickii Ibisch, R. Vásquez & E. Gross - Fosterella pearcei (Baker) L.B. Smith - Fosterella penduliflora (C.H. Wright) L.B. Smith - Fosterella petiolata (Mez) L.B. Smith - Fosterella rexiae Ibisch, R. Vásquez & E. Gross - Fosterella rojasii (L.B. Smith) L.B. Smith - Fosterella rusbyi (Mez) L.B. Smith - Fosterella schidosperma (Baker) L.B. Smith - Fosterella spectabilis H. Luther - Fosterella vasquezii E. Gross & Ibisch - Fosterella villosula (Harms) L.B. Smith - Fosterella weberbaueri (Mez) L.B. Smith - Fosterella weddelliana (Brongniart ex Baker) L.B. Smith - Fosterella windischii L.B. Smith & R.W. Read - Fosterella yuvinkae Ibisch, R. Vásquez, E. Gross & S. Reichle |